# Moore Magazine
Moore Magazine var en tidskrift som främst riktade sig till män.
Moore grundades 2003 av Bingo Rimér i samarbete med bland annat Thomas Eriksson som även var tidningens chefredaktör 2006–2007. En annan medarbetare från denna tid är Fredrik Backman. Tidningen gavs ursprungligen ut som papperstidning men övergick 2012 till att enbart ges ut digitalt. År 2014 återuppstod en tryckt gratisutgåva, men tyngdpunkten var alltjämt publicering på nätet.

## Ledning (2019)[5]
- Bingo Rimér – ansvarig utgivare och grundare
- Daniel Bäckström – VD
- Linus Persson – IT-chef